# 長鏟頭沫蟬
長鏟頭沫蟬（学名：Clovia longicephala）为尖胸沫蟬科鏟頭沫蟬屬下的一个种。